# لوس سانتوس (سانتاندر)
لوس سانتوس (انگلیسی: Los Santos, Santander) نام شهری در کشور کلمبیا است.